# دارکوب سبز کوبایی
دارکوب کوبایی (نام علمی: Xiphidiopicus percussus) گونه‌ای از دارکوب‌ها و تنها گونهٔ سردهٔ Xiphidiopicus می‌باشد که بومی کشور کوبا بوده و زیستگاه آن جنگل‌های خشک (جنگل‌هایی با طول دورهٔ خشکسالی بالا و بارندگی کم)، جنگل‌های پست بارانی و جنگل‌های خشک‌شدهٔ قدیمی می‌باشد.